# Municipio de Centre (Indiana)
El municipio de Centre (en inglés: Centre Township) es un municipio ubicado en el condado de St. Joseph en el estado estadounidense de Indiana. En el año 2010 tenía una población de 14350 habitantes y una densidad poblacional de 286,23 personas por km².

## Geografía
El municipio de Centre se encuentra ubicado en las coordenadas 41°35′53″N 86°15′10″O / 41.59806, -86.25278. Según la Oficina del Censo de los Estados Unidos, el municipio tiene una superficie total de 50.13 km², de la cual 50.1 km² corresponden a tierra firme y (0.07%) 0.03 km² es agua.

## Demografía
Según el censo de 2010, había 14350 personas residiendo en el municipio de Centre. La densidad de población era de 286,23 hab./km². De los 14350 habitantes, el municipio de Centre estaba compuesto por el 90.44% blancos, el 4.91% eran afroamericanos, el 0.17% eran amerindios, el 1.08% eran asiáticos, el 0.05% eran isleños del Pacífico, el 1.37% eran de otras razas y el 1.99% pertenecían a dos o más razas. Del total de la población el 4.29% eran hispanos o latinos de cualquier raza.